# Simple Network Paging Protocol
Simple Network Paging Protocol (SNPP) ist ein Protokoll, das eine Methode definiert, mit der ein Pager eine Nachricht über das Internet empfangen kann. Es wird von den meisten großen Paging-Anbietern unterstützt und dient als Alternative zu den von vielen Telekommunikationsdiensten verwendeten Paging-Modems. Das Protokoll wurde zuletzt in RFC 1861 beschrieben. Es handelt sich um ein recht einfaches Protokoll, das über den TCP-Port 444 läuft und eine Meldung mit nur einer Handvoll gut dokumentierter Befehle sendet.